# 胡學軒
胡學軒（英語：Alfred Wu Hok Hin；1995年5月6日—），香港男歌手，2021年新人，出道作品為《一人來一人去》。2019年曾經參與ViuTV大型選秀節目《全民造星II 》，於99強首回合遭淘汰。參賽歌曲為劉浩龍 《思覺失調》。

## 簡介
胡學軒生於英屬香港，自從中學時期喜歡唱歌。他曾在歌唱比賽重獲獎，並獲製作公司賞識成為商演歌手，亦曾和其他歌手合辦小型演唱會，2017年首次創作歌曲《心結》就在《家家作「樂」代代有愛歌曲創作比賽 2017》獲得金獎。
到2019年胡學軒參加ViuTV節目《全民造星II》以挑戰自己，惟於60強意外被淘汰。
2020年，胡學軒獨立發行歌曲《原來我是我》，但未參與角逐當年新人。他在次年才推出以孤獨為主題的《一人來一人去》正式晉身樂壇。

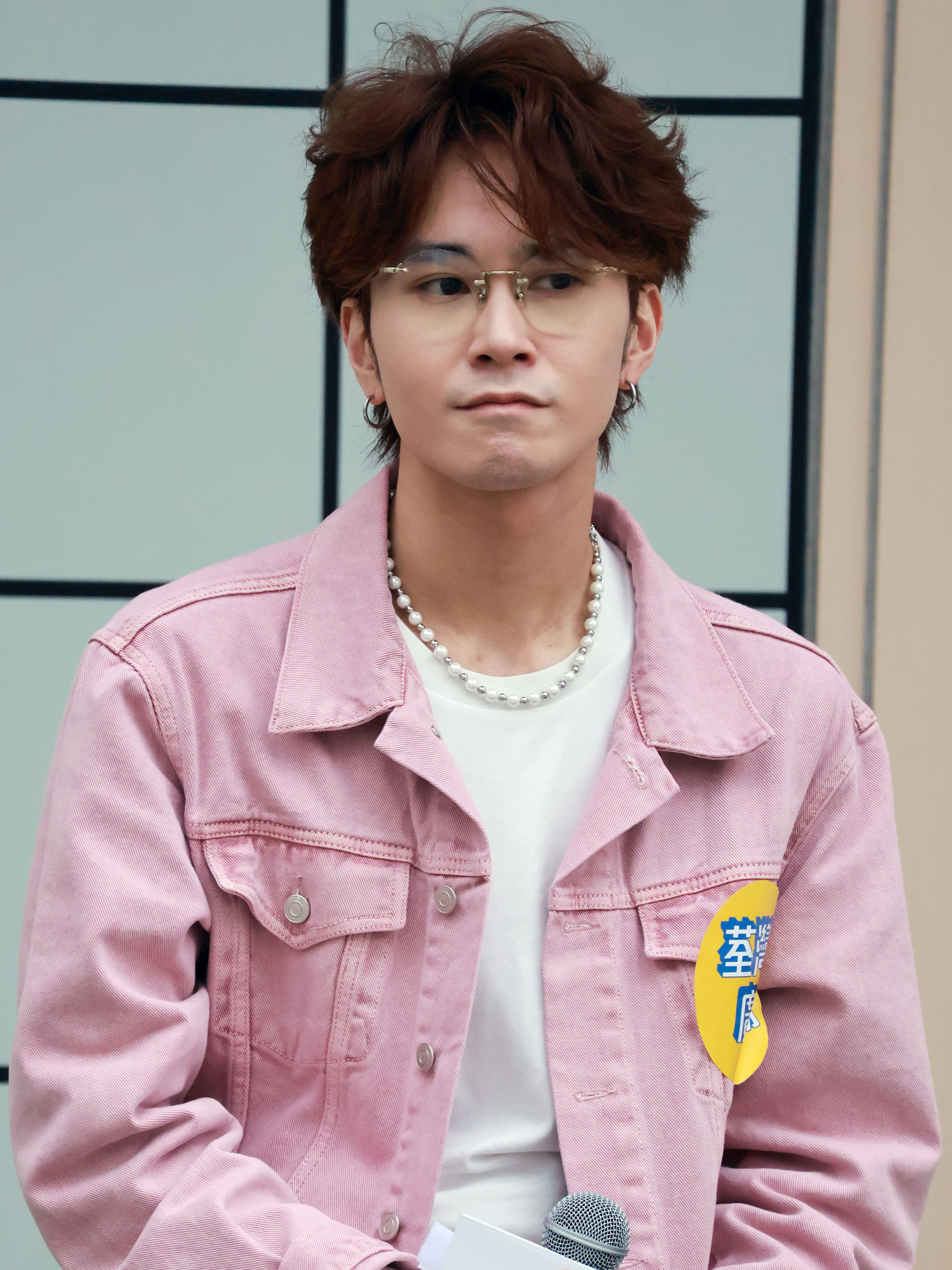
2023年4月10日，胡學軒於荃灣廣場演出

## 音樂作品

### 單曲
- 2017年：《心結》
- 2020年：《原來我是我》、《有種戀愛》
- 2021年：《一人來一人去》、《快樂頌》
- 2022年：《刺蝟的內心獨白 Acoustic Version》、《如果可以（粵語版）》、《強者印記》（張天穎合唱）、《晴空》（《First Love》粵語版）
- 2023年：《終點不見》、《敏感神經》、《以心理健康之名》
- 2024年：《貓犬系戀愛須知》

### 派台歌曲成績
| 派台歌曲成績（五台） | 派台歌曲成績（五台） | 派台歌曲成績（五台） | 派台歌曲成績（五台） | 派台歌曲成績（五台） | 派台歌曲成績（五台） | 派台歌曲成績（五台） | 派台歌曲成績（五台）                       |      |
| -------------------- | -------------------- | -------------------- | -------------------- | -------------------- | -------------------- | -------------------- | ------------------------------------------ | ---- |
| 唱片                 | 歌曲                 | 903                  | RTHK                 | 997                  | TVB                  | ViuTV                | 備註                                       | 備註 |
| 2021年               |                      |                      |                      |                      |                      |                      |                                            |      |
|                      | 一人來一人去         | -                    | -                    | -                    | -                    | -                    | OnAir本地音樂榜：1 悅與歌2021每周推介榜：6 |      |
| 2023年               |                      |                      |                      |                      |                      |                      |                                            |      |
|                      | 敏感神經             | -                    | -                    | -                    | -                    | -                    |                                            |      |
|                      | 以心理健康之名       | -                    | -                    | -                    | -                    | -                    |                                            |      |
| 2024年               |                      |                      |                      |                      |                      |                      |                                            |      |
|                      | 貓犬系戀愛須知       | -                    | -                    | -                    | -                    | -                    |                                            |      |

| 903 | RTHK | 997 | TVB | ViuTV | 備註              |
| 0   | 0    | 0   | 0   | 0     | 五台冠軍歌總數：0 |

- （*）上榜中
- （-）未能上榜

## 出席活動
- 2014年5月31日：《香港青年協會青年薈萃才藝表演》
- 2015年-2019年：《APM Music Live》
- 2015年6月6日：《第六屆我敢唱發SING大比拼2015總決賽》
- 2015年8月9日：《馬鞍山盃流行曲歌唱比賽2015決賽》
- 2015年8月30日：《保良局曹貴子動感青年天地聲動 - 歌唱比賽2015決賽》
- 2015年9月6日：《KWC Hong Kong Trails 2015 世界錦標賽 - 香港站總決賽》
- 2015年9月20日：《第二十九屆葵青區新秀歌唱大賽決賽》
- 2015年9月27日：《璀璨好聲音2015 - 決賽》
- 2015年10月24日：《西貢好聲音2015決賽》
- 2015年11月1日：《第一屆新藝苗歌唱大賽決賽》
- 2015年11月14日：《2015沙田龍華—靚聲王Live Band歌唱大賽總決賽》
- 2015年11月15日：《「與你音樂」歌唱比賽2015總決賽》
- 2015年11月21日：《ShowOff歌星對戰 Vol.2 第二主打歌爭奪戰》
- 2015年12月5日：《Sing My Music 青少年歌唱比賽2015》
- 2015年12月16日：《Hong Kong Singer Channel 六週年呈獻我們的歌王歌后挑戰賽II總決賽》
- 2015年12月14日：《觀塘區2015歌唱比賽決賽》
- 2015年12月16日：《2015年度第三季「星格音樂大匯演」》
- 2015年12月20日：《東華三院賽馬會沙田綜合服務中心「LOVE OUR WAY」青年歌唱比賽2015》
- 2016年1月16日：《2015/2016西貢區公民教育閉幕禮暨基本法大家都要知》
- 2016年1月17日：《「愛‧成長」青年歌唱比賽決賽》
- 2016年1月21日：《ShowOff歌星對戰 Vol.3 第三主打歌爭奪戰》
- 2016年1月31日：《「荃」情義暨閉幕禮》
- 2016年2月11日：《農曆新年機場賀年演出@香港國際機場》
- 2016年2月22日：《丙申年觀塘區慶元宵》
- 2016年3月12日：《ALFRED • WU「Private Corner」演唱會2016》
- 2016年3月12日：《Alfred X Elaine「SINCE 2014」演唱會》
- 2016年3月19日：《巨SING巨聲電視歌皇爭霸戰》
- 2016年3月27日：《趣樂「仁」生計劃閉幕禮》
- 2016年3月27日：《一一勢唱第五屆歌唱比賽決賽》(嘉賓)
- 2016年5月11日：《ShowOff歌星對戰 Vol.4 第四主打歌爭奪戰》
- 2016年9月3日：《CASIO • 柏斯琴行 第十五屆全港音樂巨「聲」歌唱大賽》
- 2016年9月16日：《西貢區音樂及文化藝術節開幕禮暨懷舊金曲演唱會》
- 2016年10月16日：《西貢好聲音2016決賽》(嘉賓)
- 2017年9月30日：《家家作「樂」 – 代代有愛歌曲創作比賽決賽暨頒獎禮 2017》
- 2018年-2019年：《MegaBox Live Show》
- 2018年9月6日：《01眾樂廳・音匠相傳・唱遊傳城》@灣仔
- 2018年10月24日：《01眾樂廳・音匠相傳・唱遊傳城音樂會》
- 2018年11月10日：《#TakeTheStage By Cathay Pacific @Clockenflap》
- 2018年11月17日：《「婆媳緣．祖孫情」 多代家庭教育及支援計劃分享會》
- 2018年12月21日：《中環 H6 CONET Busking @City Echo》
- 2019年3月8日：《黃金時代展覽暨高峰會2019》
- 2019年5月1日：《全民造星II》招募日
- 2019年9月1日：《杏壇中學開學了！花火音樂會》
- 2019年9月13-14日，12月22日、24-26日：《北角匯Harbour North Live Show》
- 2019年9月14日：《秋日青藝節》
- 2019年10月6日：《幸福傳聲基金會「一首歌一個希望」原創歌曲大賽總決賽暨頒獎禮》
- 2020年1月18日：《"THE BEGINNING" 1ST FANS MEETING》
- 2020年1月24日：《白紙市集 - 香城年宵！花火音樂會》
- 2020年6月6日：《貳叄書房圍爐音樂會》
- 2021年7月10日：《呀～～露夏音樂營》
- 2021年11月27日：《三哥Chill & Chilli 手作市集 X 音樂會》
- 2021年12月12日：《東薈城戶外聖誕市集》
- 2021年12月21日：《Hello 2022跨年市集！花火音樂會》
- 2022年7月16日：《FREESPACExC PLUS MUSIC MUSIC PALATE》
- 2022年12月11日：《樂活草地秋日音樂遊藝會2022》
- 2022年12月23日：《青年與你．慶回歸25週年聖誕繽紛夜》
- 2023年3月2日：《「堅詞gin1 ci4」創作得獎作品音樂會》
- 2023年4月10日：《歎住咖啡聽 Busking Glamping 新體驗 @荃灣廣場》
- 2023年4月29日：《HISSO x Buskers 戀の音樂祭》
- 2023年5月20日：《YOHO MALL 形點x香港燒賣關注組 - 「尋找燒賣的故事」文青快閃Busking》
- 2023年6月29日：《HANG SANG HAPPY HOUR x MICROSOFT SEMINAR BUSKING LIVE》
- 2023年7月11日：《MUSIC HOTPOT x TAIPO S.P.O.T》
- 2023年7月15日：《HGC「Go Ahead, Performers!」音樂會 @HGC Music Zone》
- 2023年8月7日：《現場音樂表演 @科學園「開心香港」市集》
- 2023年8月13日：《WU HOK HIN 2ND FANS MEETING》
- 2023年9月3日、2024年3月23日：《FREESPACE 自由空間「Weekend Street Performance 周末街頭表演」》

- 2023年9月23日：《家家作「樂」代代有愛-青年歌唱比賽2023》(嘉賓)
- 2023年10月15日：《Busking 悠閒音樂表演 @YOHO MALL》
- 2023年11月13日、12月30日：《Mikiki#Chill唱好音樂》
- 2023年11月13、18和19日：《WestK Nightscapes 夜樂西九 @西九文化區》
- 2023年12月23日：《青年與你2023聖誕繽紛夜繽紛匯演》
- 2024年1月27日：《【童夢同行】 「同·夢」慈善舞會》
- 2024年3月23日：《西九家FUN藝術節2024 @西九文化區》
- 2024年3月29日：《wwwtc mall March Weekend Show》
- 2024年3月31日：《Eslite 誠品生活 MUSIC CAROUSEL》
- 2024年7月12日：《Sing Your Dreams @Miraplace》
- 2024年8月15日：《香港聖公會東涌綜合服務「涌TEEN歌星青年歌詞比賽」》(嘉賓)
- 2024年8月31日：《Gimme LiVe 12周年音樂節 @Miraplace》
- 2024年11月2日：《第十六屆觀塘區聯校歌唱比賽2024 - ECHOES》(嘉賓)
- 2024年11月9日：《GOOD AFTERNOON 330夢想舞台 @荃新天地》
- 2024年11月30日：《聲動超新SING慈善歌唱比賽決賽》(嘉賓)
- 2024年12月5日：《私董會「夢之聲」歌唱比賽2024》(嘉賓)
- 2024年12月14日：《屯門卓爾廣場 CHRISTMAS BUSKING》
- 2024年12月18日：《APM Music Live》
- 2024年12月22日：《青年與你2024聖誕繽紛夜繽紛匯演》
- 2024年12月27日：《Christmas朝啡夕酒音樂祭 @荃新天地》
- 2025年2月14日：《Hang Lung Malls presents Love Songs Busking Alfred Wu 胡學軒音樂伴奏 @Fashion Walk》
- 2025年3月4日：《Mikiki Music Live》
- 2025年3月28日：《中港城Magic Hour Live House》

## 電視/網台節目
- 2015年：《5riday Singers' Dream》(網台節目)
- 2016年：《香港有聲音》(網台節目)
- 2019年：《全民造星II》、《民間樂壇 Live Jam》(網台節目)
- 2020年：《家家作「樂」代代有愛原創兒歌Music Show》(ViuTV)
- 2023年：《家家作「樂」代代有愛青年歌唱比賽 2023 總決賽》(ViuTV)
- 2025年：《MUSIC BREAK》(TVB)

## 獎項
- 2015年：《第六屆我敢唱發SING大比拼2015》青蔥組得獎者、合唱組冠軍（與陳宇翎）[7]
- 2017年：《家家作「樂」代代有愛歌曲創作比賽 2017》金獎——《心結》[8]
- 2021年：AEG音樂頒獎典禮2021——鑽石人氣新人

## 外部連結
- 胡學軒的Instagram帳戶
- 胡學軒的Facebook專頁
- YouTube上的胡學軒頻道